# 克羅塞羅薩山

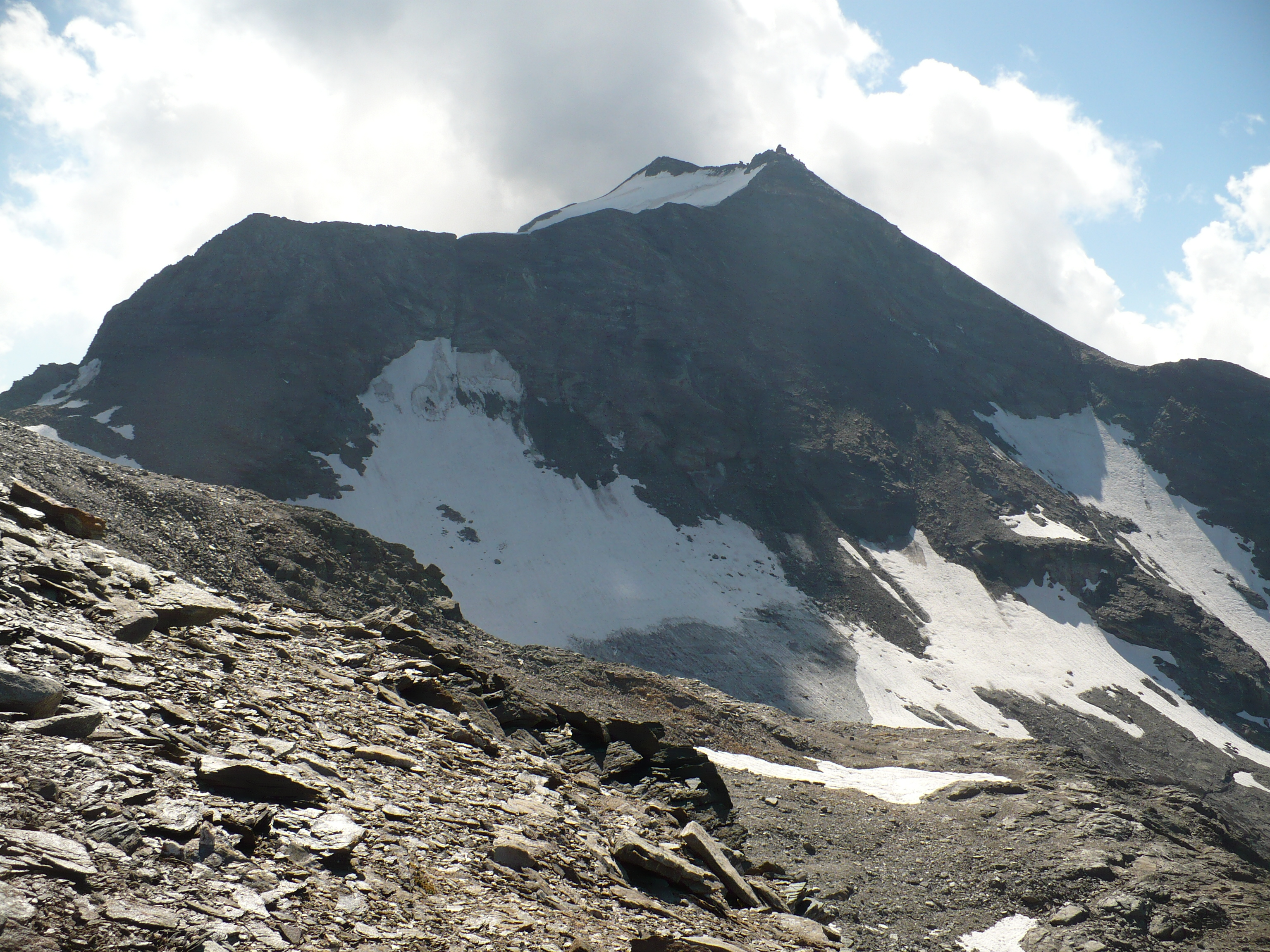

45°16′N 7°8′E / 45.267°N 7.133°E
克羅塞羅薩山（法語：Croix Rousse），是西歐的山峰，位於法國和意大利接壤的邊境，由薩瓦省和皮埃蒙特大區負責管轄，屬於格拉耶山的一部分，海拔高度3,566米，人類在1857年首次登頂。